# Lithacodia flavofimbria
Lithacodia flavofimbria är en fjärilsart som beskrevs av Saalmüller 1891. Lithacodia flavofimbria ingår i släktet Lithacodia och familjen nattflyn. Inga underarter finns listade i Catalogue of Life.